# シャルロッテンルンド
シャルロッテンルンド（Charlottenlund）は、デンマーク首都地域のゲントフテの街。東はエーレスンド海峡に面し、南はヘレルプ、北はクランペンボーに接している。デンマークで最も裕福な地域の1つである。
シャルロッテンルンドの名前はフレデリク4世の娘でクリスチャン6世の妹であるシャルロッテ・アマーリエに由来する。1733年にGyldenlund宮殿を改築し名前にちなんでシャルロッテンルンド宮殿としている。

## 地理
この街は首都の北に位置しコペンハーゲン都市圏の住宅街である。
シャルロッテンルンドはコペンハーゲン地域でも最も裕福な住宅街の1つでデンマークのセレブリティや多くの会社重役、多数の他の資産家やその家族が住んでいる。
ほとんどの土地や大邸宅はヘレルプからシャルロッテンルンドを通りヘルシンゲルに続くシェラン島東岸を走るStrandvejen(海岸通り)上及びその周辺にある。
有名なデンマークの建築家アルネ・ヤコブセンが住んでいた事があり、ガソリンスタンドや、彼が海の風景を備えたベラヴィスタと呼ばれるユニークな集合住宅およびベルビューシアターを含むエリアの多くの建物を設計した。すべてアルネ・ヤコブセンの有名な機能主義のスタイルで設計されている。
シャルロッテンルンド海岸通りのもう1つの記念物はエースレンド海峡を眺めるクヌート・ラスムッセンの彫像である。この彫像は彫刻家のPaul Sondergaardによって作られ1963年に完成した。
100メートル程進むとベルヴュー・ビーチがある。